# Grabowo Królewskie
Grabowo Królewskie [ɡraˈbɔvɔ kruˈlɛfskʲɛ] là một ngôi làng ở quận hành chính của Gmina Kołaczkowo, thuộc khu vực huyện Września, Greater Poland Voivodeship, ở phía tây trung tâm Ba Lan.. Ngôi làng nằm cách WrześniaIt khoảng 11 kilômét (7 mi) về phía nam và cách thủ phủ khu vực Poznań 52 km (32 mi) về phía đông.

## Biệt thự ở Grabowo Krolewskie
Biệt thự ở Grabowo Królewskie là tàn tích của một tòa nhà từ thời kỳ chiến tranh, nằm ở Grabowo Królewskie, một phần của Greater Ba Lan Voivodeship. Tòa biệt thự ở Grabowo Krolewskie được xây dựng vào năm 1928. Nó đã được đưa vào đăng ký di tích vào năm 1998. Ngôi biệt thự thuộc về chủ sở hữu của ngôi làng, Witold Wilkoszewski (22 tháng 11 năm 1881 - 17 tháng 4 năm 1937). Sau Thế chiến II, nó bao gồm một phòng khách và một thư viện. Ngôi nhà trang viên được bao quanh bởi một khu vườn. Trong khu vực của mình, ông đặt các bức tượng bê tông và thạch cao của các vị thánh, nông dân và thần cupid. Năm 1928, công viên được bao quanh bởi một hàng rào có cổng.

## Hình ảnh

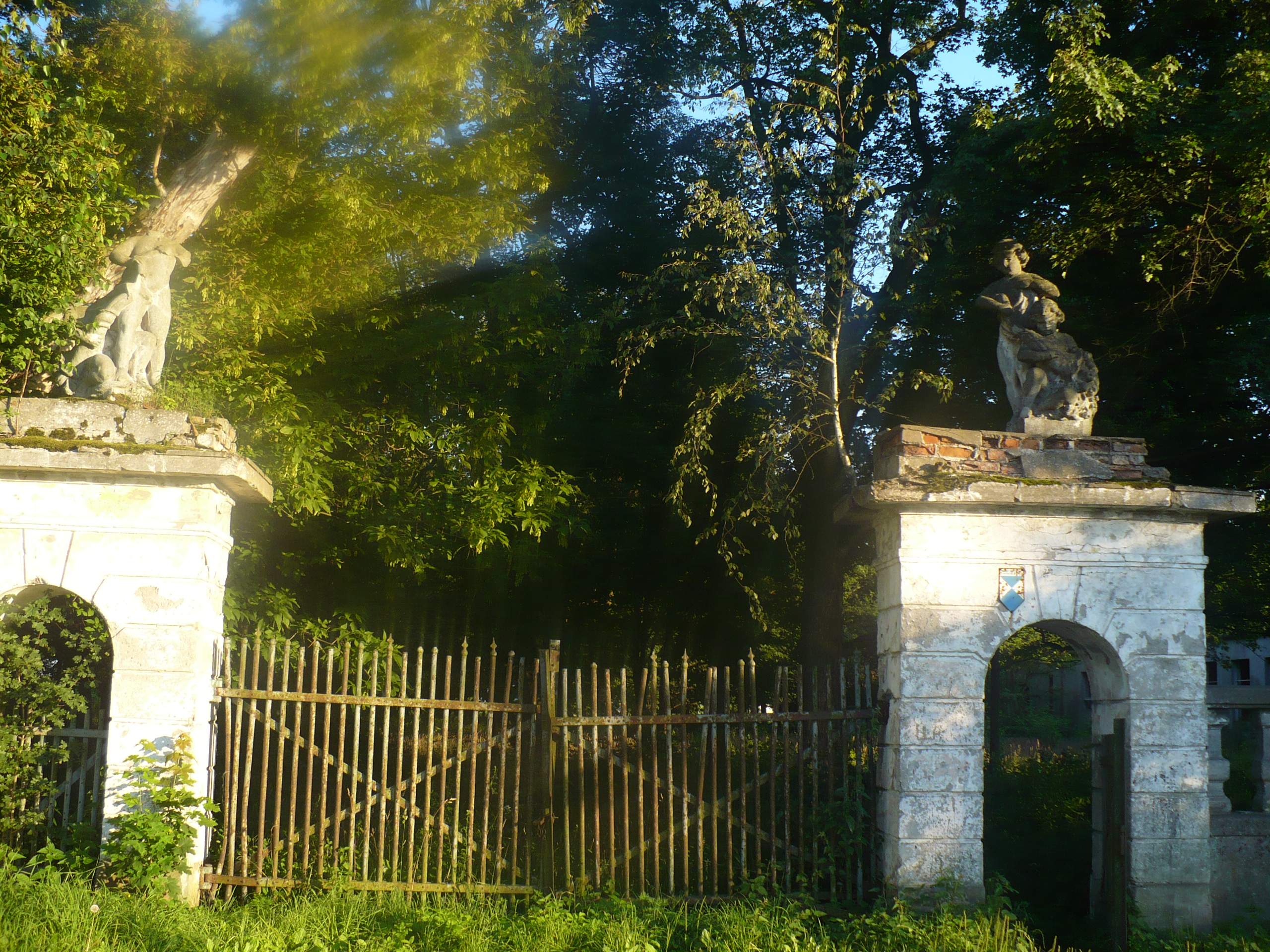
Cổng vào công viên
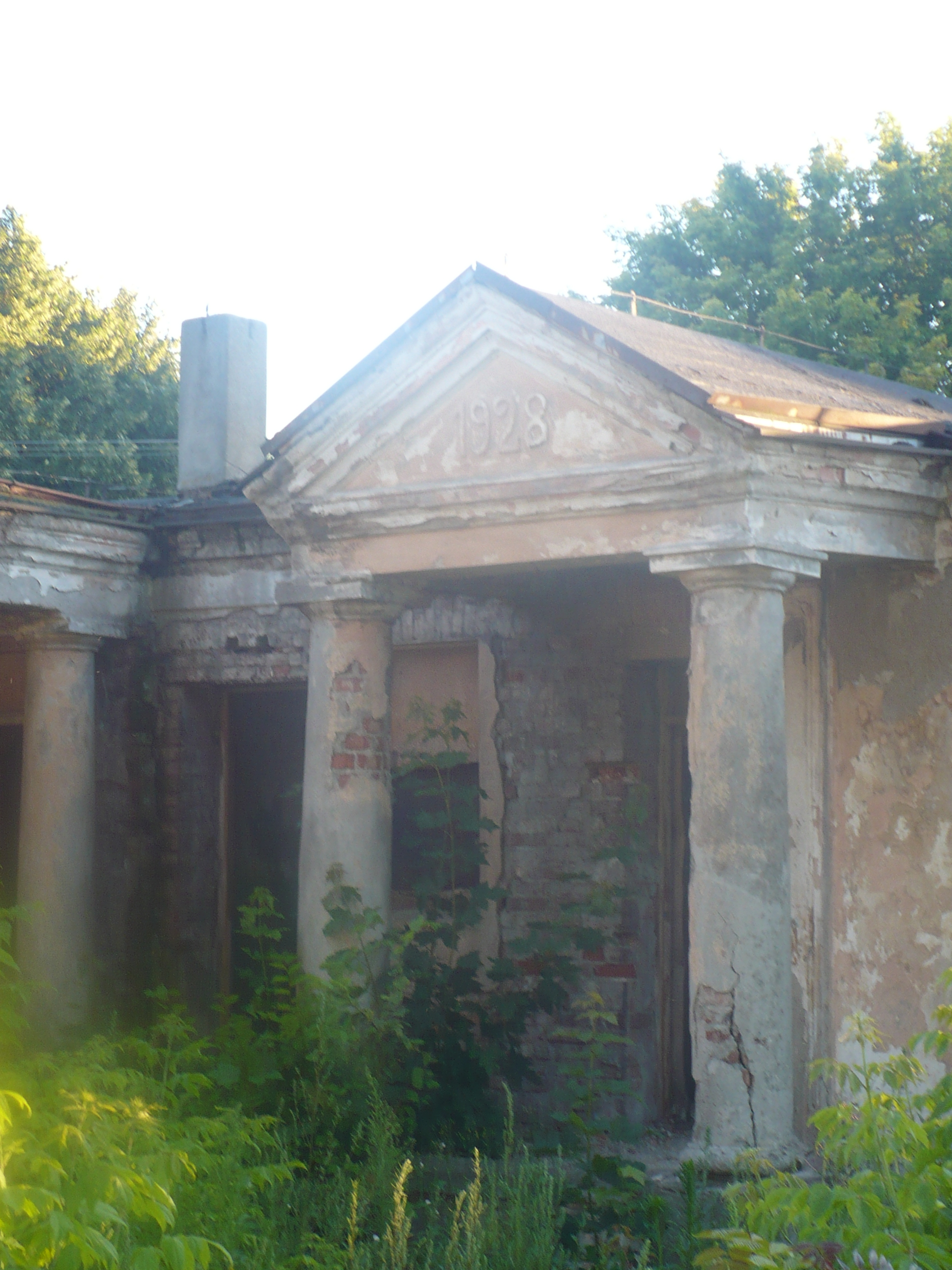
Những tàn tích của trang viên
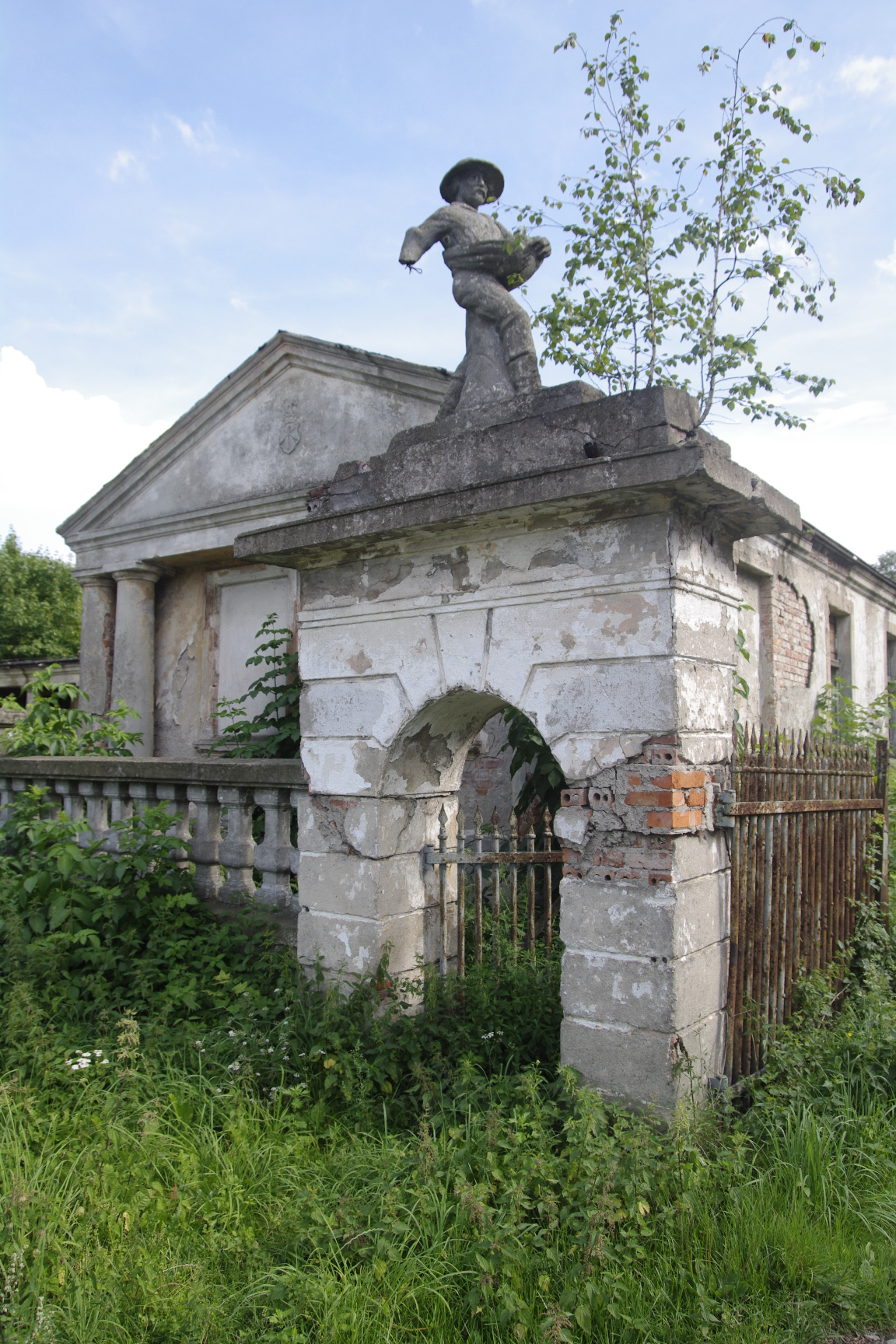
Mặt trước của Cung điện
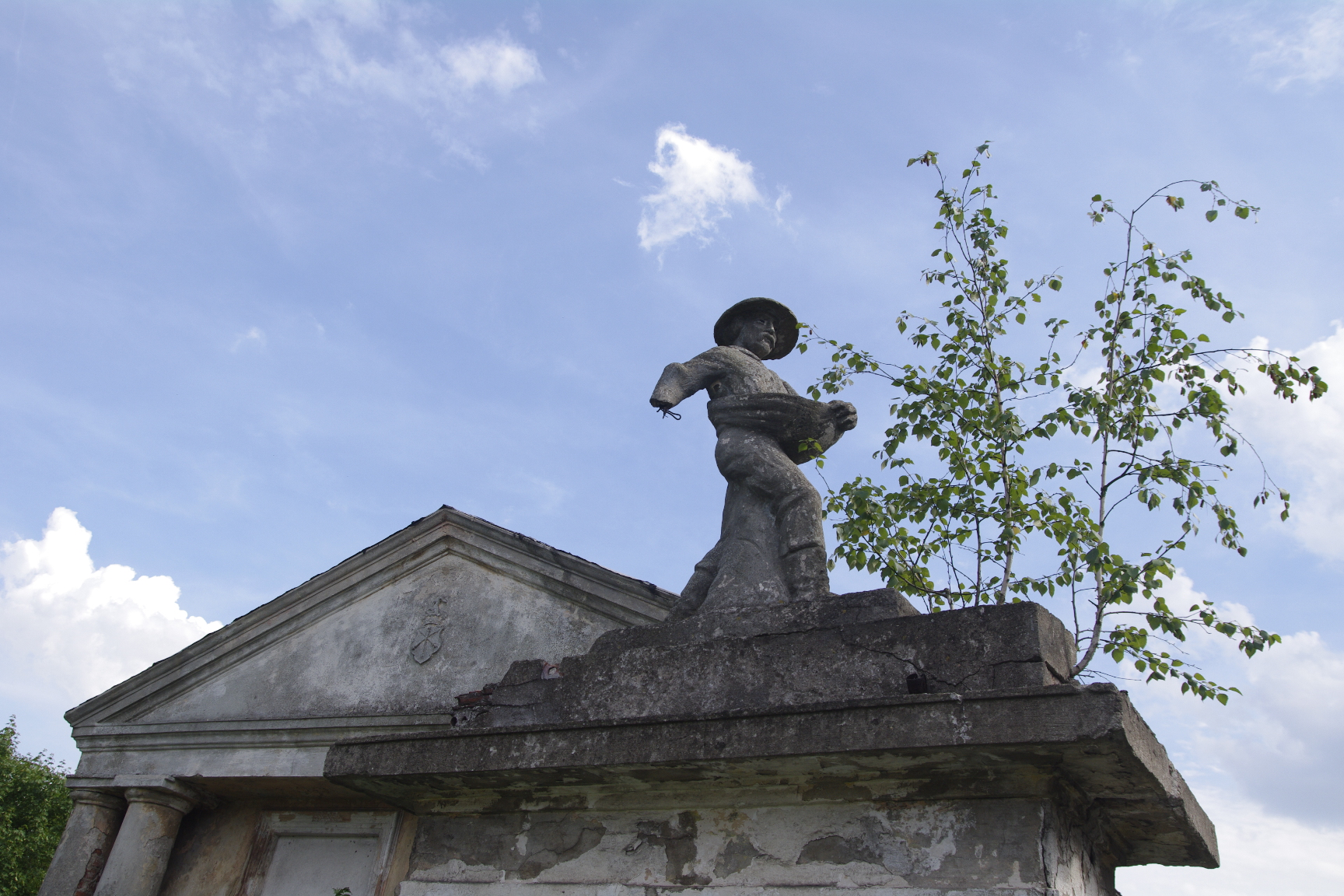
Quang cảnh của bức tượng
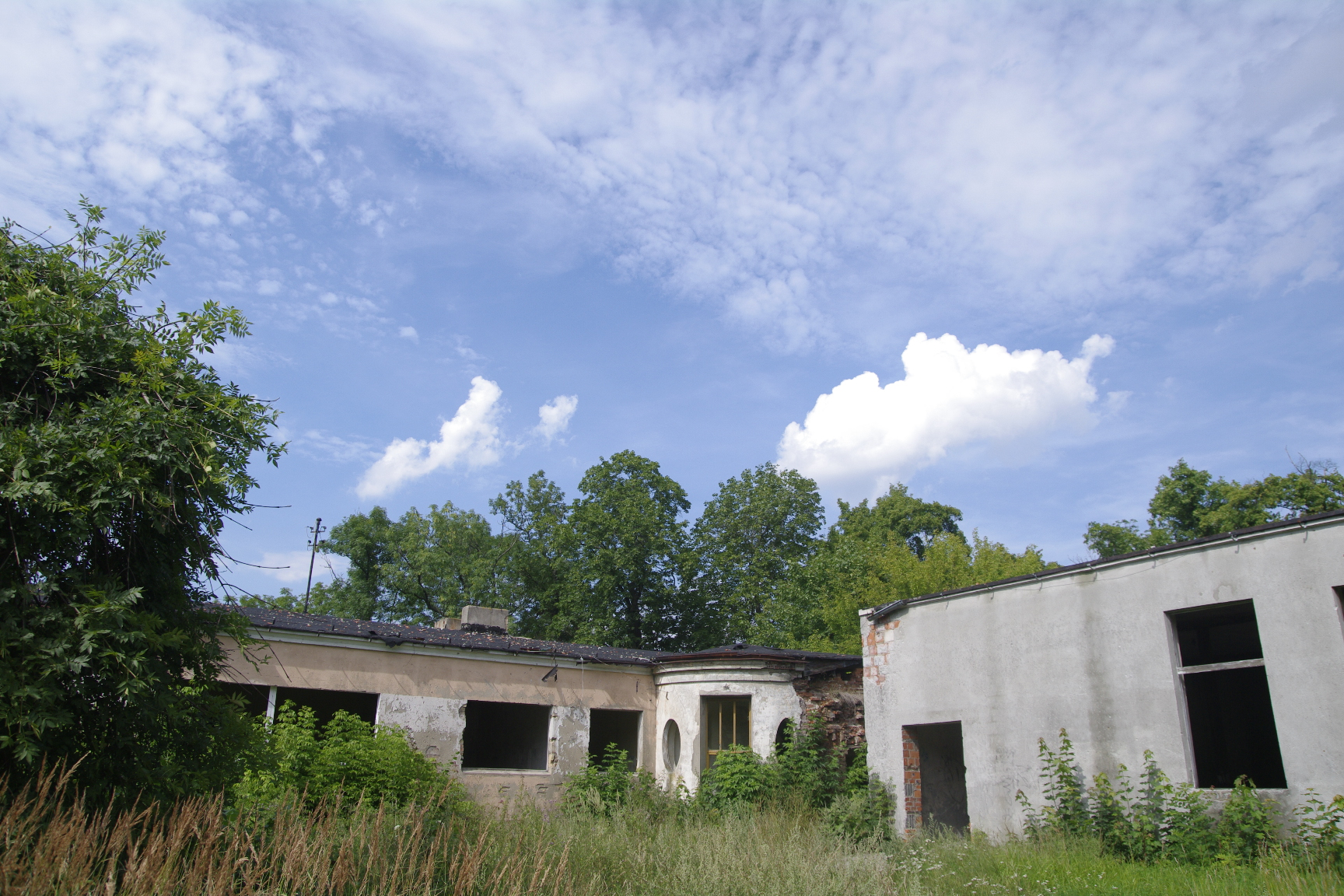
Quang cảnh cung điện từ phía sau